# Trichoplusia reticulata
Trichoplusia reticulata är en fjärilsart som beskrevs av Moore 1882. Trichoplusia reticulata ingår i släktet Trichoplusia och familjen nattflyn. Inga underarter finns listade i Catalogue of Life.